# VLA-4
آنتی‌ژن بسیار تأخیری ۴ (انگلیسی: Very Late Antigen-4) یا به اختصار VLA-4 که با نام «اینتگرین آلفا ۴ بتا ۱» (α4β1) هم شناخته می‌شود، یک اینتگرین است که از دو زیرواحدِ اینتگرین آلفا ۴ و اینتگرین بتا ۱ تشکیل شده‌است که اولی ۱۵۵ کیلو دالتون و دومی ۱۵۰ کیلو دالتون وزن دارند.
این پروتئین بر روی سطح یاخته‌های بنیادی، نیایاخته‌ها، لنفوسیت‌ها، مونوسیت‌ها، سلول‌های کشنده طبیعی، ائوزینوفیل‌ها و نوتروفیل‌ها بیان می‌شود. وظیفهٔ این پروتئین تقویت پاسخ التهابی توسط سیستم ایمنی بدن از طریق کمک به تحرک و ورود گلبول‌های سفید به بافتی است که نیازمند التهاب است. این پروتئین همچنین نقش کلیدی و مهمی در چسبندگی سلولی دارد.

## اهمیت بالینی
در بیماری ام‌اس، اینتگرین VLA-4 برای فرایندهایی که طی آنها، لنفوسیت‌های تی از سد خونی مغزی عبور و خود را به مغز می‌رسانند، اهمیت زیادی دارد. ثابت شده که شدت بیماری ام‌اس با بیان ژنی اینتگرین آلفا ۴ ارتباط آماری مثبتی دارد. یکی از راه‌های بالقوهٔ درمان واکنش‌های خودایمنی، مهار عملکرد VLA-4 است تا لنفوسیت‌های تی فعال نتوانند به مغز راه یافته و موجب تخریب میلین شوند.
همچنین متخصصان دریافته‌اند که فعل‌وانفعال‌های لیگاندی VLA-4، حساسیت بیماران مبتلا به سرطان‌های خون را نسبت به داروهای شیمیایی متأثر می‌کند.